# V. Flakkorps
V. Flakkorps foi uma unidade de defesa antiaérea da Luftwaffe que prestou serviço durante a Segunda Guerra Mundial. Existiu entre 20 de Outubro de 1944 e 7 de Maio de 1945.

## Comandantes
- General Otto-Wilhelm von Renz - Novembro de 1944 - Maio de 1945[1][2]